# シモーナ・リニエーリ
シモーナ・リニエーリ（Simona Rinieri、女性、1977年9月1日 - ）は、イタリアの元バレーボール選手。元イタリア代表。

## 来歴
1998年、イタリア代表に初選出される。同年の世界選手権をはじめ、1999年のワールドカップ、2000年のシドニー五輪などではエースとして活躍した。
2001年にローマで行われた欧州選手権で銀メダル、2002年の世界選手権では金メダルを獲得した。アテネ五輪に出場し、オリンピック2大会連続を果たした。
2006年には代表チームの主将を務め、ワールドグランプリで銅メダルを獲得した。

## 球歴
- オリンピック - 2000年、2004年
- 世界選手権 - 1998年、2002年、2006年
- ワールドカップ - 1999年、2003年
- 欧州選手権 - 1999年、2001年、2003年、2005年

## 受賞歴
- 2006年 - CEVカップ2005-06　MVP

## 所属クラブ
- Teodora Pallavolo Ravenne（1991-1998年）
- Club Italia（1998-1999年）
- ベルガモ（1999-2001年）
- Teodora Pallavolo Ravenne（2001-2002年）
- Volley 2002 Forlì（2002-2003年）
- RCカンヌ（2003-2004年）
- ペーザロ（2004-2006年）
- Giannino Pieralisi Volley（2006-2010年）
- アトム・トレフル・ソポト（2010-2011年）
- ペルージャ（2011年）
- モデナ（2011-2013年）
- Beng Rovigo Volley（2013年）
- Leningradka（2013-2015年）